# زیدووویچ
زیدووویچ (به لاتین: Szydłowiec) یک شهر و گمینا در لهستان است که در گمینا شدووویتس واقع شده‌است. زیدووویچ ۲۱٫۹۳ کیلومتر مربع مساحت و ۱۲٬۰۳۰ نفر جمعیت دارد و ۲۶۰ متر بالاتر از سطح دریا واقع شده‌است.